# Lifou
Lifou (in drehu: Drehu) è un comune che comprende interamente l'omonima isola della Nuova Caledonia, nella provincia delle Isole della Lealtà, di cui è capoluogo.

## Geografia fisica
Lifou è costituita da rocce calcaree massicce d'origine corallina : è un makatea, un antico atollo progressivamente sollevatosi nel corso degli anni. Lifou presenta dunque un largo plateau centrale, corrispondente al fondale dell'antico atollo (provocato dal disseccamento della propria laguna), circondato da una corona di falesie corrispondenti all'antica barriera di scogli.
Essendo il suo substrato calcareo molto poroso, Lifou è priva di corsi d'acqua, ma ricca di risorse acquifere in profondità.

## Amministrazione

### Gemellaggi
- Dumbéa